# Kika Karadi
Kika Karadi (Karádi Krisztina) (1975.–) magyar-amerikai művész. Absztrakt festési stílusáról ismert. Jelenleg a székhelye New York City-ben és a texasi Marfában található.

## Életrajza
1984-ig Csákváron élt. 1986-ban, 11 éves korában költözött az Egyesült Államokba édesanyjával. 1997-ben a Maryland Institute of Art College (MICA) magánfőiskolára járt ösztöndíjas tanulóként, majd festői diplomát szerzett.
Jelenleg New Yorkban él és dolgozik, munkáit az Amerikai Egyesült Államokban és Európaszerte is ismerik. Több kiállítását nyitották meg már a világ több pontján, és saját kiállítóterme is van New Yorkban.
Kika első európai solo-show-ját 2006-ban Nápolyban, Olaszországban mutatta be.
2017-ben a művész a Chinati Alapítvány rezidens programjában vett részt a texasi Marfában. Személyes kiállításokat tartott a londoni Jonathan Viner galériában és a New York-i The Journal galériában.

## Technikája
Kika elismert nagyszabású festményei miatt, amelyeket a film noir műfaj esztétikája alapján készít. Festményeit úgy nevezték, mint "fekete ragasztott jelzések fehér alapon", amelyekben "visszaadja a noir jellegzetességeit – atmoszférikus filmes jeleneteket, ábrás formákat és szimbólumokat, amelyek üdvözlik a kulturális ütközések szennyeződéseit".
Kika monografikus festményeinek alapját az 1930-40-es évek „noir cinema” horror filmjei adják, és minden művének elkészítése előtt a stúdiójában megnéz egy filmet,  és ezután kompozíciókat készít maszkolószalaggal, kartonnal és nyers formákkal kivágva, valamint borotvapengével eltávolítva a festéket a negatív tér létrehozása érdekében.
Kika nagyméretű, monokróm, egylépéses "akció-absztrakciói" a festészeti technikák széles skáláját valósítják meg. Ezek az egyszerű absztrakciók távol maradnak a festés öntudatos cselekedetétől, amely szinte mechanikus művelet távoli eredményei.

## Fordítás
- Ez a szócikk részben vagy egészben  a   Kika Karadi című angol Wikipédia-szócikk ezen változatának fordításán alapul.  Az eredeti cikk szerkesztőit annak laptörténete sorolja fel. Ez a jelzés csupán a megfogalmazás eredetét és a szerzői jogokat jelzi, nem szolgál a cikkben szereplő információk forrásmegjelöléseként.